# Gerard Seghers
Gerard Seghers, född den 17 mars 1591 i Antwerpen, död där den 18 mars 1651, var en flamländsk historie- och genremålare.
Seghers, som var elev av Hendrick van Balen och Abraham Janssens, blev 1608 mästare och fortsatte sedan sina studier i Italien, företrädesvis efter Caravaggio och Manfredi. Efter att några år ha arbetat i Madrid för Filip III:s hov återvände han 1620 till Antwerpen, där han snart blev en mycket ansedd konstnär – efter Rubens död en av de mest eftersökta. Han målade inte blott altartavlor, som Konungarnas tillbedjan i Mariakyrkan i Brygge och Marias förmälning i Antwerpens museum, utan även genrebilder, som spelare och musicerande sällskap i fackelbelysning. Seghers ekonomiska framgång var också lysande. Han byggde sig efter Rubens exempel ett präktigt palats och anlade en dyrbar tavelsamling.